# Manuel Gomes de Araújo
Manuel Gomes de Araújo ComC • GOC • CvA • OA • ComA • GOA • GCA • ComSE (Fonte Coberta, Barcelos, 20 de dezembro de 1897 – Lapa, Lisboa, 17 de dezembro de 1982) foi um general e um político português.

## Biografia
Nasceu a 20 de dezembro de 1897 e foi batizado a 5 de janeiro de 1898 na freguesia de Fonte Coberta, Barcelos. Era filho dos agricultores Joaquim Gomes de Araújo, também natural de Fonte Coberta, e Maria de Oliveira, natural de Barcelos (freguesia de Carreira).
Licenciou-se em Engenharia com especialização em Eletrotecnia na Faculdade de Ciências da Universidade do Porto. Na esfera militar completou os Cursos da Escola do Exército e do Estado-Maior do Instituto de Altos Estudos Militares, em 1930, e o Curso do Estado-Maior da Escola Superior de Guerra de Paris. 
A 19 de maio de 1932, casou civilmente em Lisboa com Clotilde Margarida Costa Natividade, então de 22 anos, natural de Lisboa (freguesia da Madalena), filha do farmacêutico Augusto da Silva Natividade, natural de Constância (freguesia de Montalvo), e de Maria dos Anjos Rocha Costa Natividade, doméstica, natural da Lourinhã. Por sentença transitada em julgado a 4 de novembro de 1977, foi decretada a separação judicial de pessoas entre o casal. No entanto, a separação judicial cessou por reconciliação entre o casal, decretada por sentença transitada em julgado a 10 de dezembro de 1982, pouco antes da morte de Manuel Gomes de Araújo.
Foi Professor da Escola Central de Oficiais, Professor do Instituto de Altos Estudos Militares desde 1934 e seu diretor desde 1958.
Oficial do Exército, foi Tenente-Coronel em 1942 e Coronel do Estado-Maior do Exército em 1945, foi Diretor do Curso do Estado-Maior em 1950 e promovido a General do Exército Português da Arma de Infantaria em 1951.
Subsecretário de Estado da Guerra de 1942 a 1947, foi procurador à Câmara Corporativa durante a III Legislatura por designação do Conselho Corporativo durante a III Legislatura, entre 1942 e 1945, na qual fez parte da 25.ª Secção - Defesa Nacional, tendo subscrito ou relatado um total de três pareceres: 13/III - Permissão aos alunos de Arquitectura das Escolas de Belas-Artes de frequentarem o curso de oficiais milicianos como Relator, 15/III - Permissão aos alunos de Arquitectura das Escolas de Belas-Artes de frequentarem o curso de oficiais milicianos como Relator e 16/III - Permissão aos alunos de Arquitectura das Escolas de Belas-Artes de frequentarem o curso de oficiais milicianos como Relator. Foi, ainda, Ministro das Comunicações (1947-1958) durante o Estado Novo. "É no se ministério que se constrói o aeroporto da ilha do Sal em Cabo Verde e se remodela e amplia o de Lisboa e o de São Miguel, nos Açores. Teoriza, a este propósito, sobre o acréscimo de importância do transporte aéreo sobre as outras formas de deslocação".
A 13 de Abril de 1961 foi nomeado 5.º Chefe do Estado-Maior General das Forças Armadas de Portugal por Salazar quando ele próprio ocupou a pasta da Defesa. Sucederia a Salazar nessa mesma pasta a 3 de Dezembro de 1962, mantendo-se como Ministro da Defesa até Setembro de 1968.
Morreu a 17 de dezembro de 1982, aos 84 anos, na freguesia da Lapa, em Lisboa, vítima de bronquite crónica e cardioesclerose. Foi sepultado no cemitério do Alto de São João, em Lisboa.

### Condecorações
Recebeu as seguintes condecorações:
- Cavaleiro da Ordem Militar de Avis de Portugal (26 de julho de 1928)[7]
- Oficial da Ordem Militar de Avis de Portugal (11 de Janeiro de 1936)[7]
- Comendador da Ordem Militar de Avis de Portugal (25 de Setembro de 1941)[7]
- Comendador da Ordem Militar de Sant'Iago da Espada de Portugal (13 de Fevereiro de 1943)
- Comendador da Ordem Militar de Cristo de Portugal (24 de Novembro de 1944)
- Grande-Oficial da Ordem Militar de Avis de Portugal (18 de Dezembro de 1946)[7]
- Grã-Cruz da Ordem Militar de Cristo de Portugal (1 de Agosto de 1953)
- Grã-Cruz da Ordem Militar de Avis de Portugal (2 de Novembro de 1968)